# Isaïa Cordinier
Isaïa Cordinier (Créteil, 28 novembre 1996) è un cestista francese.

## Carriera
È stato selezionato dagli Atlanta Hawks al secondo giro del Draft NBA 2016 (44ª scelta assoluta).
Il 20 dicembre nella partita vinta contro il  Barcelona raggiunge il suo “career high” in Eurolega facendo 24 punti.
Nel 2021 approda alla Virtus Pallacanestro Bologna, ove conquista l'Eurocup nel 2022, due Supercoppe Italiane e lo Scudetto nel 2025.

## Statistiche

### Eurolega
| Anno      | Squadra        | PG | PT | MP   | TC%  | 3P%  | TL%  | RP  | AP  | PRP | SP  | PP   |
| --------- | -------------- | -- | -- | ---- | ---- | ---- | ---- | --- | --- | --- | --- | ---- |
| 2022-2023 | Virtus Bologna | 19 | 6  | 18,1 | 57,9 | 23,9 | 78,8 | 2,5 | 1,5 | 0,8 | 0,1 | 6,6  |
| 2023-2024 | Virtus Bologna | 31 | 27 | 22,2 | 55,7 | 33,8 | 78,0 | 3,8 | 2,6 | 0,9 | 0,5 | 8,6  |
| 2024-2025 | Virtus Bologna | 34 | 31 | 26,5 | 56,8 | 27,7 | 79,8 | 3,9 | 3,9 | 0,7 | 0,3 | 12,0 |
| Carriera  | Carriera       | 84 | 64 | 23,1 | 56,6 | 28,9 | 79,2 | 3,5 | 2,9 | 0,8 | 0,3 | 9,5  |

### Eurocup
| Anno       | Squadra        | PG | PT | MP   | TC%  | 3P%  | TL%  | RP  | AP  | PRP | SP  | PP   |
| ---------- | -------------- | -- | -- | ---- | ---- | ---- | ---- | --- | --- | --- | --- | ---- |
| 2019-2020  | Nanterre 92    | 8  | 8  | 28,3 | 38,0 | 29,4 | 79,4 | 3,8 | 2,9 | 1,4 | 0,4 | 13,4 |
| 2020-2021  | Nanterre 92    | 13 | 13 | 34,0 | 52,6 | 44,9 | 81,6 | 5,2 | 3,2 | 1,7 | 0,4 | 15,8 |
| 2021-2022† | Virtus Bologna | 18 | 6  | 21,3 | 50,8 | 30,4 | 73,7 | 3,4 | 1,7 | 0,9 | 0,3 | 9,1  |
| Carriera   | Carriera       | 39 | 27 | 26,9 | 48,1 | 35,7 | 78,5 | 4,1 | 2,4 | 1,3 | 0,3 | 12,2 |

## Palmarès

### Squadra

#### Competizioni nazionali
- Supercoppa italiana: 2

Virtus Bologna: 2022, 2023
- Campionato italiano: 1

Virtus Bologna: 2024-25

#### Competizioni internazionali
- Eurocup: 1

Virtus Bologna: 2021-22

### Individuale
- All-Eurocup First Team: 1

Nanterre 92: 2020-21